# Dawit Grikorian
Dawit Grikorian (orm. Դավիթ Գրիգորյան; ur. 28 grudnia 1982 w Erywaniu) – ormiański piłkarz grający na pozycji pomocnika.

## Kariera klubowa
Profesjonalną karierę rozpoczął w Jerewan FA. W 1999 roku przeniósł się do Dwin Artaszat, gdzie spędził zaledwie kilka miesięcy. Od 2000 roku przez pięć sezonów reprezentował barwy klubu Mika Asztarak. W 2005 roku wyjechał do Kazachstanu i przez trzy lata występował w drużynie Jesil Bogatyr Petropawł. W 2008 roku powrócił do Miki, już rok później przeniósł się jednak do Ulis Erywań, w którym spędził 4,5 roku. Latem 2013 roku podpisał umowę z Araratem Erywań.

## Kariera reprezentacyjna
W reprezentacji Armenii zadebiutował 18 lutego 2004 roku w towarzyskim meczu przeciwko Węgrom. Na boisku pojawił się w 61 minucie meczu.
| Mecze i gole w reprezentacji | Mecze i gole w reprezentacji | Mecze i gole w reprezentacji | Mecze i gole w reprezentacji | Mecze i gole w reprezentacji | Mecze i gole w reprezentacji | Mecze i gole w reprezentacji |
| #                            | Data                         | Stadion                      | Rywal                        | Wynik                        | Gol                          | Rozgrywki                    |
| 2004                         | 2004                         | 2004                         | 2004                         | 2004                         | 2004                         | 2004                         |
| ---------------------------- | ---------------------------- | ---------------------------- | ---------------------------- | ---------------------------- | ---------------------------- | ---------------------------- |
| 1.                           | 18.02.2004                   | Pafos, Cypr                  | Węgry                        | 0:2                          | 0                            | towarzyski                   |
| 2.                           | 19.02.2004                   | Pafos, Cypr                  | Kazachstan                   | 3:3                          | 0                            | towarzyski                   |
| 3.                           | 08.09.2004                   | Erywań, Armenia              | Finlandia                    | 0:2                          | 0                            | El. MŚ 2006                  |
| 4.                           | 09.10.2004                   | Tampere, Finlandia           | Finlandia                    | 1:3                          | 0                            | El. MŚ 2006                  |
| 5.                           | 17.11.2004                   | Erywań, Armenia              | Rumunia                      | 1:1                          | 0                            | El. MŚ 2006                  |
| 2005                         |                              |                              |                              |                              |                              |                              |
| 6.                           | 18.03.2005                   | Al-Ajn, ZEA                  | Kuwejt                       | 1:3                          | 0                            | towarzyski                   |
| 7.                           | 30.03.2005                   | Eindhoven, Holandia          | Kazachstan                   | 0:2                          | 0                            | El. MŚ 2006                  |
| 8.                           | 08.06.2005                   | Konstanca, Rumunia           | Finlandia                    | 0:3                          | 0                            | El. MŚ 2006                  |

## Sukcesy
Mika
- Puchar Armenii: 2000, 2001, 2003

Ulis
- Mistrzostwo Armenii: 2011